# Hachikokuyama
Hachikokuyama (jap. 八国山緑地, Hachikokuyama-ryokuchi) ist ein Park in Japan, der zum großen Teil in der Stadt Higashimurayama (Präfektur Tokio), aber auch teilweise im Verwaltungsgebiet der Stadt Tokorozawa (Präfektur Saitama) liegt.
Er diente als Vorbild für Teile des japanischen Zeichentrick-Spielfilms Mein Nachbar Totoro und erlangte dadurch eine gewisse Bekanntheit. Im Japanischen wird er als ryokuchi (緑地) eingestuft. Ryokuchi bedeutet wörtlich „Grünland“ und bezeichnet normalerweise naturbelassenes Land, im Gegensatz zu einer typischen Parkanlage.
Der Park hat eine Größe von etwa 39 Hektar.